# Parral (Chili)
Pour les articles homonymes, voir Parral.
Parral est une ville et une commune du Chili faisant partie de la province de Linares, elle-même rattachée à la région du Maule.

## Géographie
La commune de Parral est située dans la Vallée Centrale du Chili. La partie orientale de son territoire est située dans la Cordillère des Andes. L'agglomération principale de la commune, la ville de Parral est traversée par la route panaméricaine, l'artère principale du Chili qui traverse le pays du nord au sud. Parral se trouve à 318 kilomètres à vol d'oiseau au sud de la capitale Santiago et à 81 kilomètres au sud de Talca capitale de la région du Maule.

## Histoire
L'agglomération a été créée en 1795. La ville est célèbre car elle est le berceau du Prix Nobel de littérature Pablo Neruda.

## Démographie
En 2012, la population de la commune s'élevait à 39 404 habitants. La superficie de la commune est de 1 638 km2 (densité de 24 hab./km2).

Position de Parral (en rouge) au sein de la région du Maule.